# Camijanes
Camijanes es una localidad del municipio cántabro de Herrerías, en España. En el año 2008 contaba con 108 habitantes (INE), de los cuales 41 pertenecen al barrio El Collado, en 2013 con 94 (INE) y en 2017 con 86, 36 en el barrio de El Collado (INE). Está a 115 m s. n. m. y dista 3,7 kilómetros de la capital municipal, Bielva. Celebra la fiesta de San Román el 9 de agosto.
Por esta localidad pasa el río Nansa, estando aquí ubicados dos cotos salmoneros: Los Olios y Béjar. Entre sus atractivos naturales está la presencia de encinas río abajo, desde Camijanes hacia el Norte. En la carretera CA-181 se encuentra el Mirador de El Collado, entre Puentenansa y Pesués. Permite una vista panorámica del Nansa y la cercana Peñamellera, ya en Asturias.
Asomado a la ribera del Nansa, se encuentra Camijanes, un pueblo con casas antiguas pautadas por ese elemento común que es la solana, sinfonía de su tipismo escrita por montañeses que hallaron allí su asiento, junto al río y en las mieses que cultivan. Son barriadas breves, alineadas de cara al mediodía (orientación sur), casonas de mayor empaque, algunas, rodeadas de su verja, otras; y hasta blasonadas aquellas que alojaron a estirpes preclaras del valle.
Los barrios son muchos y alejados entre sí, unos nacieron en la parte alta mientras que otros surgieron junto al río a impulsos de la industria ferrera. Estos barrios son: La Vega, La Presa, donde se encuentra una de las casas blasonadas, La Ribera, La Cotera, La Tejera, El Corral, donde se ubica otra de estas casa blasonadas, Trascudia, Las Arenas, actualmente conocida como La Central al encontrarse allí ubicada la Central Eléctrica de Herrerías, Los Olios y El Collado. La Cotera, junto a El Corral y La Tejera son de edificación más densa y el centro social del lugar, ya que es aquí donde se encuentra la Iglesia con su cementerio, las escuelas (reconvertidas en centro de reuniones), el antiguo consultorio médico y los dos bares-restaurantes.
En la actualidad y debido fundamentalmente a la escasez de población, el servicio médico ya no acude al pueblo centralizándose todo el Ayuntamiento de Herrerías en el consultorio médico ubicado en Bielva. Los niños en edad escolar también tienen que desplazarse a diario hasta la escuela situada en el vecino Ayuntamiento de Val de San Vicente o bien hasta San Vicente de la Barquera.
Desde el barrio de El Collado surge un camino vecinal que transcurre por el barrio de Trascudia con dirección al río Nansa, hacia el barrio de La Central, punto donde podemos comenzar a utilizar la Senda del Nansa, antiguamente utilizada solamente por los pescadores pero que en la actualidad está perfectamente acondicionada para el uso turístico. La senda transcurre por la orilla del río y pasa por el barrio de Los Olios, que no se sabe bien si da o recibe el nombre de uno de los cotos salmoneros de los que dispone el río, pasa por el término municipal de Luey para terminar en Muñorrodero, ambos pueblos pertenecientes al Ayuntamiento de Val de San Vicente.
Desde el Barrio de La Cotera parte un camino que enlaza con el puente del Tortorio, que data de 1761, tiene un solo ojo y con la singular forma conocida como “lomo de asno”, que nos permite saltar a la orilla izquierda del río Nansa y contemplar desde allí los pozos profundos que hacen aún más hondos la imponente pared vertical que los encajona, y descubrir antiguas edificaciones como el viejo molino, caseríos y las antiguas ferrerías que dieran al valle nombre.
Las ferrerías de Camijanes eran de las más antiguas de la provincia, según recoge Carmen G. Echegaray en su “Aportación al estudio de las ferrerías montañesas” puesto que señala que Camijanes era un barrio de ferrerías, y que como ferrones no pagaban tributo alguno, solamente cinco sueldos por cada cosa que lavaran en las ferrerías. Estos ferrones por esa sola condición, “ponían su Alcalde y Escribano, ya que tenían derecho a su propia justicia”.

## Historia
Precisamente es la localidad de Camijanes la que tiene una mención documental más antigua en el Ayuntamiento de Herrerías. En efecto, en un documento del Monasterio de Santo Toribio de Liébana del año 951 aparece una donación de tierras en Camilianes. En la Edad Media formó parte de la Merindad de las Asturias de Santillana. Esta localidad tuvo un especial desarrollo al ser un barrio de ferrerías. Camijanes, junto con Casamaría, Cades y Rábago, formó parte del primer ayuntamiento constitucional de Herrerías, durante el Trienio Liberal.

## Patrimonio
Camijanes, como el resto de las poblaciones de este municipio, tiene un conjunto urbano que conserva construcciones populares típicas de la Montaña, de interés etnológico. En la iglesia parroquial, del siglo XVII y dedicada a San Román, puede verse un retablo de mediados del siglo XVII. Además, puede verse la casa de una indiana, erigida a principios del siglo XX, y el puente sobre el río Nansa,llamado puente del Tortorio, construido en piedra de sillería y con un único arco de medio punto.
- Datos: Q5741954